# Kim ngân núi cao
Kim ngân núi cao (danh pháp hai phần: Lonicera alpigena L.) là loài kim ngân bản địa của vùng núi Trung Âu và Nam Âu.

## Hình ảnh

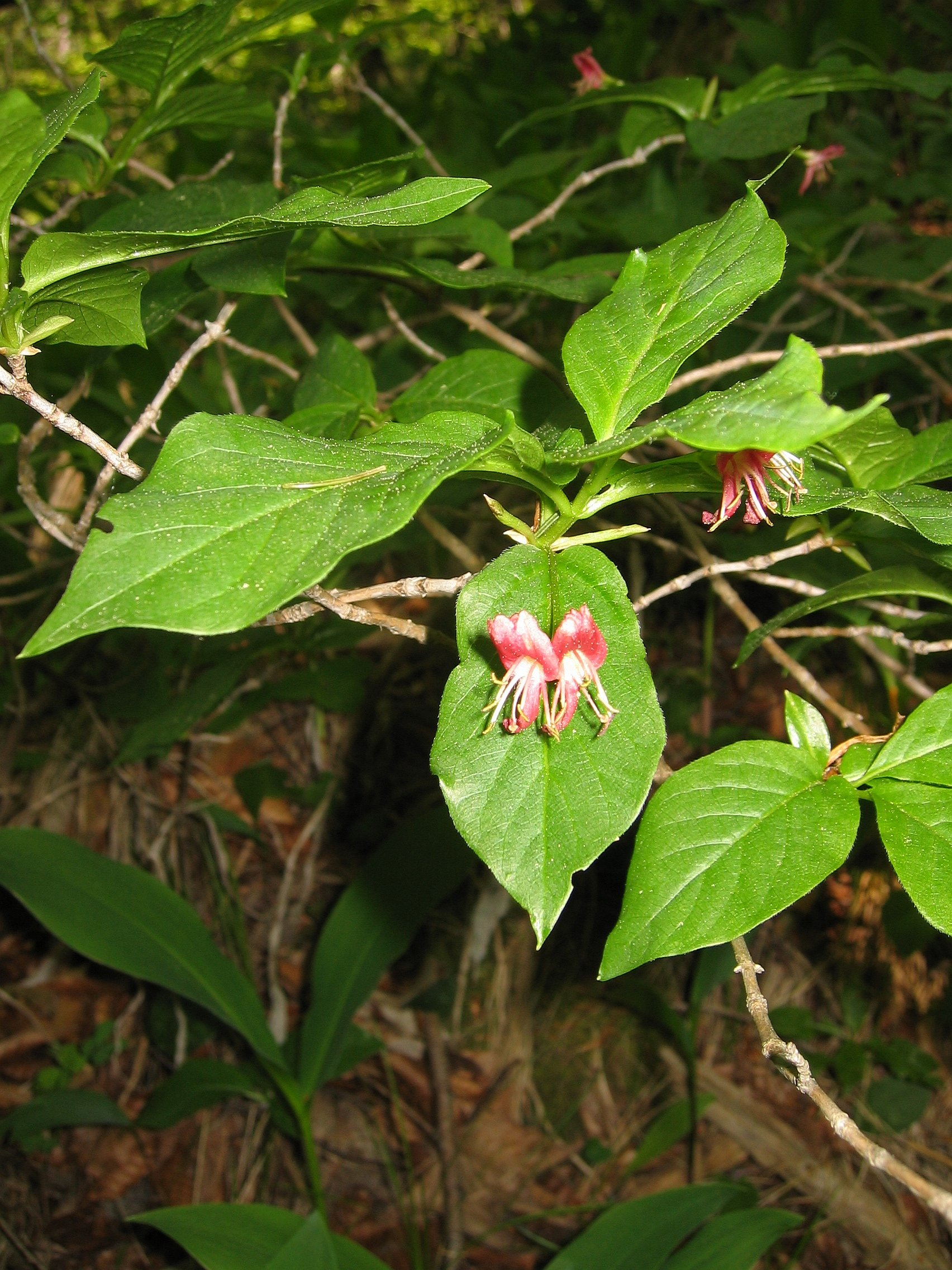
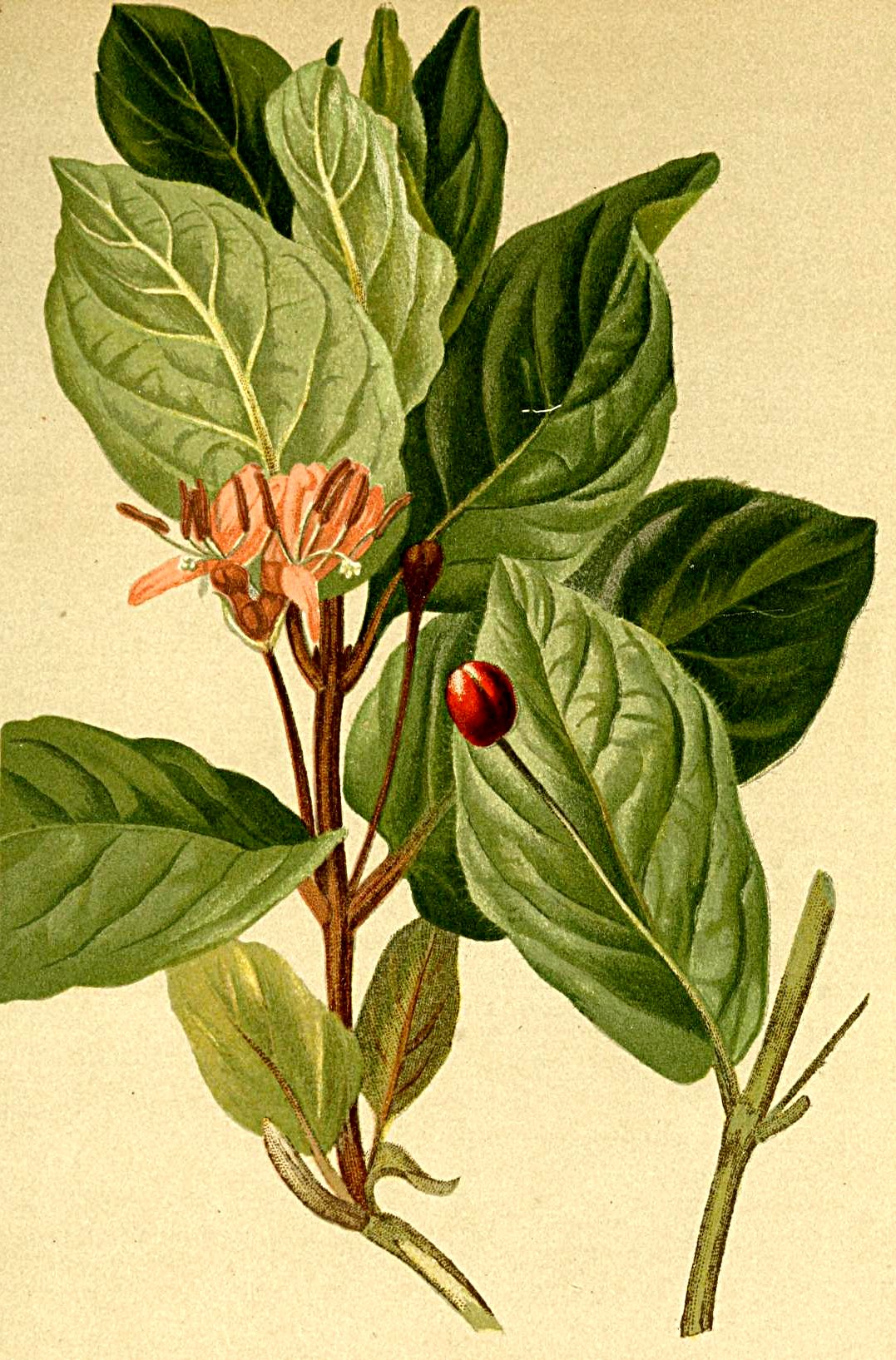
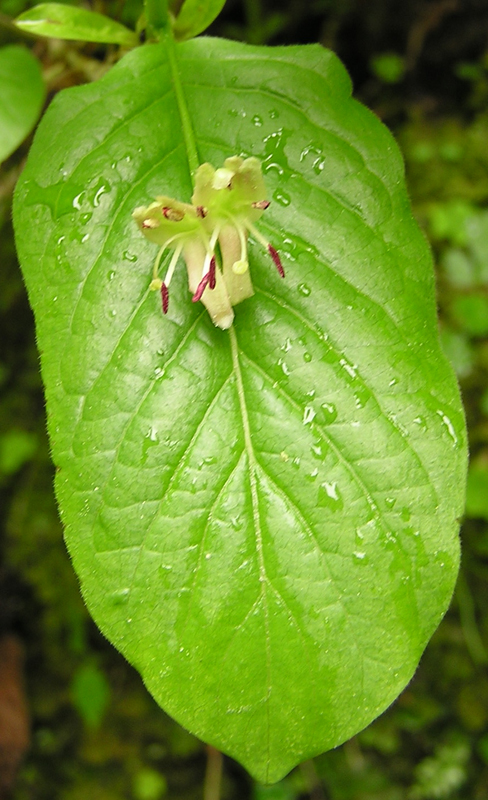
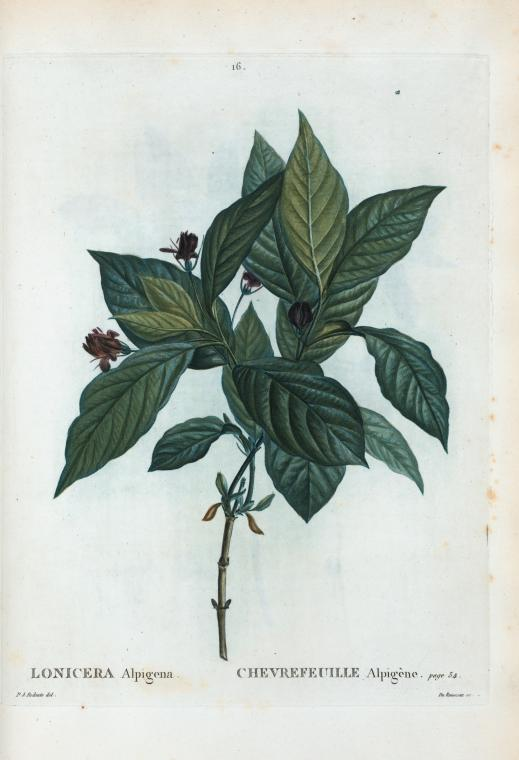